# Arado Ar 232
Arado Ar 232 Tausendfüssler (německy: Stonožka) byl první skutečně moderní transportní letoun navržený a vyrobený v malé sérii německou firmou Arado během druhé světové války.

## Vývoj
První prototyp Ar 232 V1 (VD+YA) se dvěma motory BMW 801 MA o vzletovém výkonu 1176 kW absolvoval první zkušební lety v červnu 1941. Letoun byl řešen jako celokovový hornoplošník s objemným trupem, na který navazoval nosník dvojitých ocasních ploch. Klasický zatahovací příďový podvozek byl doplněn 22 pevnými koly o malém průměru umístěnými pod trupem, která umožňovala vzlet i přistání v těžkém terénu.
Druhý prototyp Ar 232 V2 (VD+YB) již nesl jeden kulomet MG 131 ráže 13 mm v prosklené přední části trupu, identická zbraň se nacházela ve střelišti pod nosníkem ocasních ploch a hlavňovou výzbroj doplňoval kanón MG 151/20 ráže 20 mm v otočné hřbetní střelecké věži.
Třetí prototyp Ar 232 V3 (VD+YC) absolvoval svůj první let v květnu 1942 již jako čtyřmotorový se zabudovanými hvězdicovými devítiválcovými vzduchem chlazenými pohonnými jednotkami BMW Bramo 323 R-2 Fafnir. Letoun měl o 1,7 m zvětšené rozpětí a jen 20 pevných pomocných kol. Stal se prototypem sériové verze B.
Sériová výroba byla zahájena variantou Ar 232 B-0, jejíž první exemplář byl rovněž považován za prototyp, proto byl také označován jako Ar 232 B-01, nebo Ar 232 V4.
V květnu 1943 zalétaný pátý sériový letoun Ar 232 B-05 (také označovaný Ar 232 V8) obdržel čtyři francouzské motory Gnome-Rhône 14M po 515 kW a přídavné palivové nádrže. Létal jako meteorologický ze základny Banak v severním Norsku.
V Norsku byl pokusně nasazen také Ar 232 B-08 (Ar 232 V11), který měl hlavní podvozek nahrazený pevnými lyžemi.
Design letounu byl navržen se skoro všemi konstrukčními prvky, které jsou dnes považovány za standardní u moderních transportních letadel, včetně nízko položeného krabicovitého trupu, zadní nákladové rampy, vysoko umístěné ocasní části pro snadný přístup k nákladu a podvozku pro operace na nezpevněných letištích. I když měla Luftwaffe zájem o náhradu či alespoň doplnění svých zastaralých Junkersů Ju 52/3 m, měly vzhledem k válečným událostem transportní letouny jen nízkou prioritu a Luftwaffe si jich objednala jen malé množství.

## Nasazení

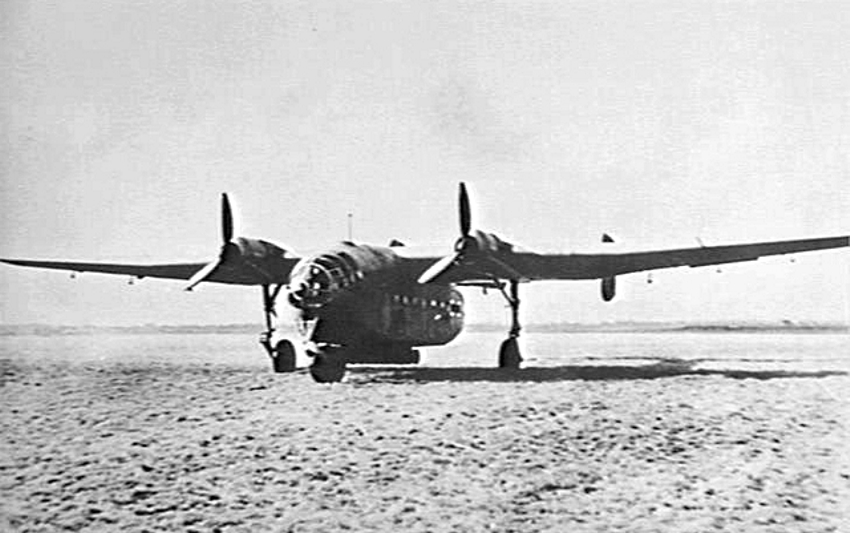
Ar 232A-0 v roce 1945

Koncem roku 1942 převzala jedna z letek začleněných do Ergänzungstransportgeschwader pod velením Oberstleutnanta Fabiunkeho první dva prototypy spolu se čtyřmi Ar 232 B-0. Letka Ar 232, jejímž velitelem byl major Pelz, zásobovala 6. armádu obklíčenou u Stalingradu až do momentu její kapitulace 2. února 1943. Prvním ztraceným strojem Ar 232 se stal krátce po stalingradské porážce první prototyp, který havaroval při přeletu nad Německem.
V březnu 1944 posílily Ar 232 v Oděse umístěný útvar I./TG 5, které velel Major Günther Mauss. Koncem roku pak byla doplňovací letka Majora Pelze rozpuštěna a letouny byly převeleny k Transportstaffel 5 pod velením Hauptmanna Wasserkrafta. TSt. 5 často vzájemně spolupracovala s jednotkou I./KG 200, která rovněž používala „Tausendfüsslery“. V průběhu jedné společné akce 5. září 1944 byl u Moskvy zničen nárazem do stromů s následným požárem jeden Ar 232 B-0, který převážel sabotéry.
V březnu 1945 byla TSt. 5 přeznačena na 14./TG 4, která disponovala mimo jiné čtyřmi Ar 232 B-0 a prvním prototypem Ar 232 V1. Brzy však byla rozpuštěna a její stroje převzala I./KG 200. 8. května 1945 byly všechny Ar 232, kromě jednoho kusu, zničeny vlastními osádkami.
Poslední přeživší Ar 232 přeletěl Feldwebel Funk do Velké Británie, kde byl v říjnu a listopadu vystaven ve Farnborough spolu s dalšími ukořistěnými letouny.

## Specifikace (Ar 232B)
Data podle: enwiki

### Technické údaje
- Osádka: 4
- Rozpětí: 33,50 m
- Délka: 23,52 m
- Výška: 5,69 m
- Nosná plocha: 142,60 m²
- Plošné zatížení: kg/m²
- Hmotnost prázdného stroje: 12 780 kg
- Vzletová hmotnost : 21 150 kg
- Pohonná jednotka: 4× hvězdicový devítiválec chlazený vzduchem BMW Bramo 323 R-2 Fafnir
- Výkon pohonné jednotky: 895 kW (1200 hp)

### Výkony
- Maximální rychlost: 308 km/h ve výšce 4000 m
- Cestovní rychlost: 290 km/h ve výšce 2000 m
- Dolet: 1062 km
- Dostup: 6900 m

### Výzbroj
- 1× kulomet MG 131 na přídi
- 1× kanón MG 151 ve hřbetní střelecké věži EDL 151
- 1–2× kulomet MG 131 v zadním střelišti
- 8× kulomet MG 34 v bočních oknech při letu s pěchotou